# 花と歴史の郷 蛇の鼻
花と歴史の郷 蛇の鼻（はなとれきしのさと じゃのはな）は福島県本宮市の日本庭園である。蛇の鼻遊楽園とも呼ばれる。

## 概要
明治時代末期、豪農・政治家の伊藤彌・伊藤幟父子が本宮町（現本宮市）の蛇の鼻地区を開墾した際に造った庭園。1899年（明治32年）開園。当時の名前は「蛇の鼻遊楽園」。園内の池を望む高台には伊藤彌の別荘「蛇の鼻御殿」が建ち、見学も可能。
園内では季節によりサザンカ、サクラ、ツツジ、スイレン、バラ、ボタン、フジ、チューリップ、アジサイ、シャクヤクなどの花が楽しめる。

## 蛇の鼻御殿
園内の池を望む高台に建てられた伊藤彌の別荘。建設には10年もの歳月が費やされ、精緻な彫刻が施された玄関の破風、狩野派絵師や飛田周山、勝田焦琴などによる障屏画や伊藤博文などの書がある部屋など、贅をつくした造りになっている。
1996年（平成8年）文化財保護法に基づいて国の登録有形文化財に登録された。

## 利用情報
- 開園時間 - 9:00-17:00（4/1〜10/25）、9:00-16:30（10/26〜11/30）
- 閉園30分前には受付終了
- 12/1〜3/31の開園時間は要問合せ

## アクセス
- 東北自動車道 安達太良SA下り線の歩行者用出口から徒歩1分
- 東北自動車道 本宮ICより車で国道4号、福島県道304号経由で約10分